# يرزي كراوتشيك
يرزي كراوتشيك (بالبولندية: Jerzy Krawczyk)‏ (17 نوفمبر 1928 – 25 ديسمبر 2008) هو ملاكم بولندي راحل، مثّل بلاده في الألعاب الأولمبية الصيفية 1952.

## روابط خارجية
يرزي كراوتشيك على موقع أوليمبيديا (الإنجليزية)
- يرزي كراوتشيك على موقع اللجنة الأولمبية البولندية (مؤرشف) (البولندية)